# Edward Laning

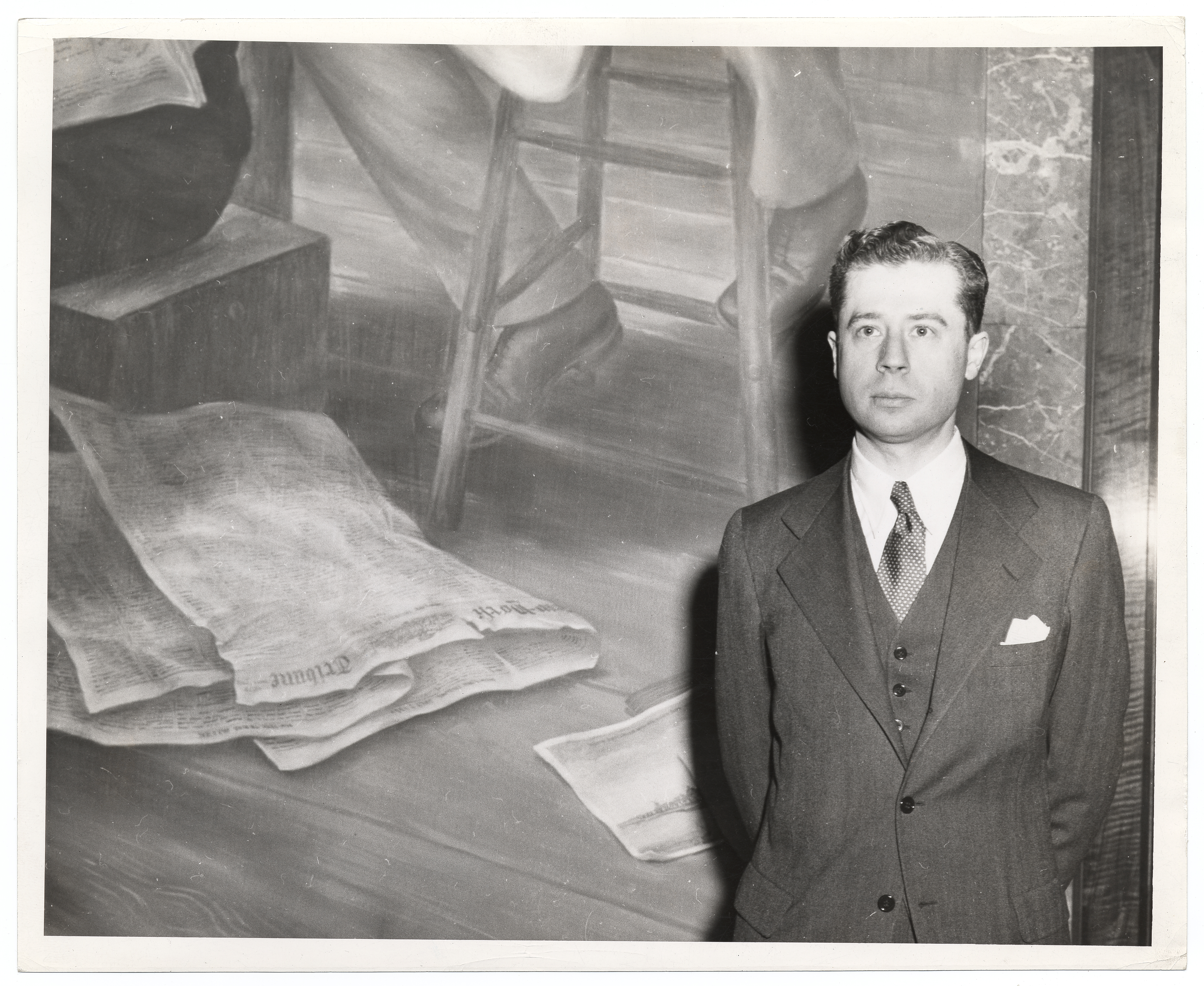
Edward Laning, 1940. Archives of American Art

Edward Laning (* 26. April 1906 in Petersburg, Illinois; † 6. Mai 1981 in New York City) war ein US-amerikanischer Maler und Wandmaler, der vor allem für seine sozialrealistischen Werke und Wandgemälde bekannt ist.

## Leben
Edward Laning begann seine künstlerische Ausbildung am Art Institute of Chicago (1923–1924) und setzte sie an der University of Chicago (1925–1927) fort. 1927 ging er nach New York, um an der Art Students League bei namhaften Künstlern wie Max Weber, Boardman Robinson, John French Sloan und Kenneth Hayes Miller zu studieren. Dort schloss er sich der sogenannten Fourteenth Street School an, einer Gruppe von Künstlern, die das Leben der Arbeiterklasse in der Gegend um den Union Square und die 14th Street in New York darstellten. Zu dieser Gruppe gehörten auch Isabel Bishop und Reginald Marsh.

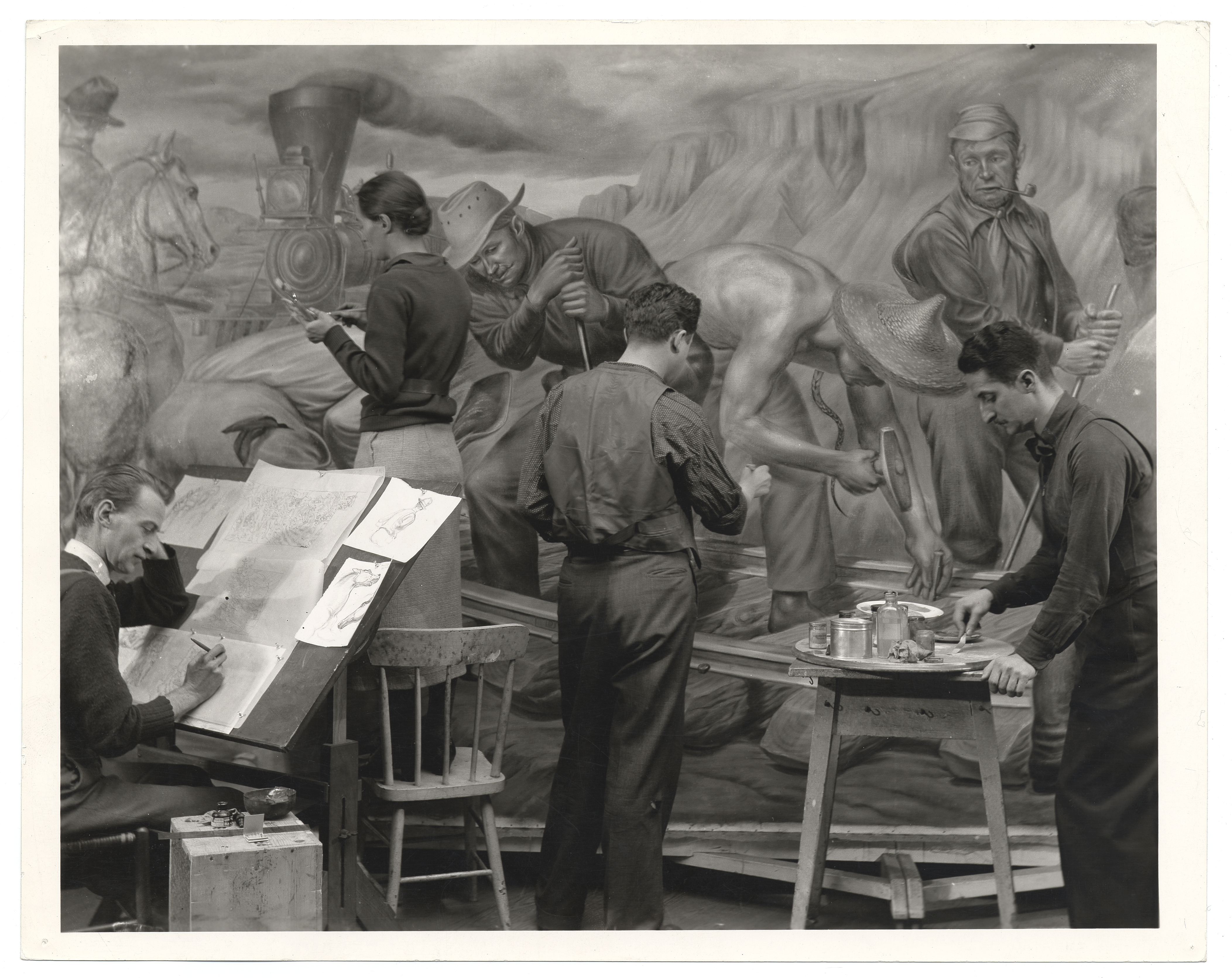
Edward Laning, 1937. Archives of American Art

1933 heiratete Edward Laning die Künstlerin Mary Fife. Während der Weltwirtschaftskrise arbeitete er für die Works Progress Administration (WPA) und schuf mehrere bedeutende Wandgemälde. 1935 malte er ein Wandgemälde für die Kantine auf Ellis Island mit dem Titel The Role of the Immigrant in the Industrial Development of America. 1937 folgte sein bekanntestes Werk The Story of the Recorded Word, ein Wandgemälde in der New York Public Library.
Während des Zweiten Weltkriegs diente Edward Laning als Kriegsberichterstatter und reiste in dieser Funktion zu den Aleuten, nach Nordafrika und Italien, um Kriegsszenen für das Life Magazine festzuhalten. Nach dem Krieg unterrichtete er am Kansas City Art Institute und kehrte später als Dozent an die Art Students League in New York zurück. Von 1970 bis 1974 war er Präsident der National Society of Mural Painters.

## Werk

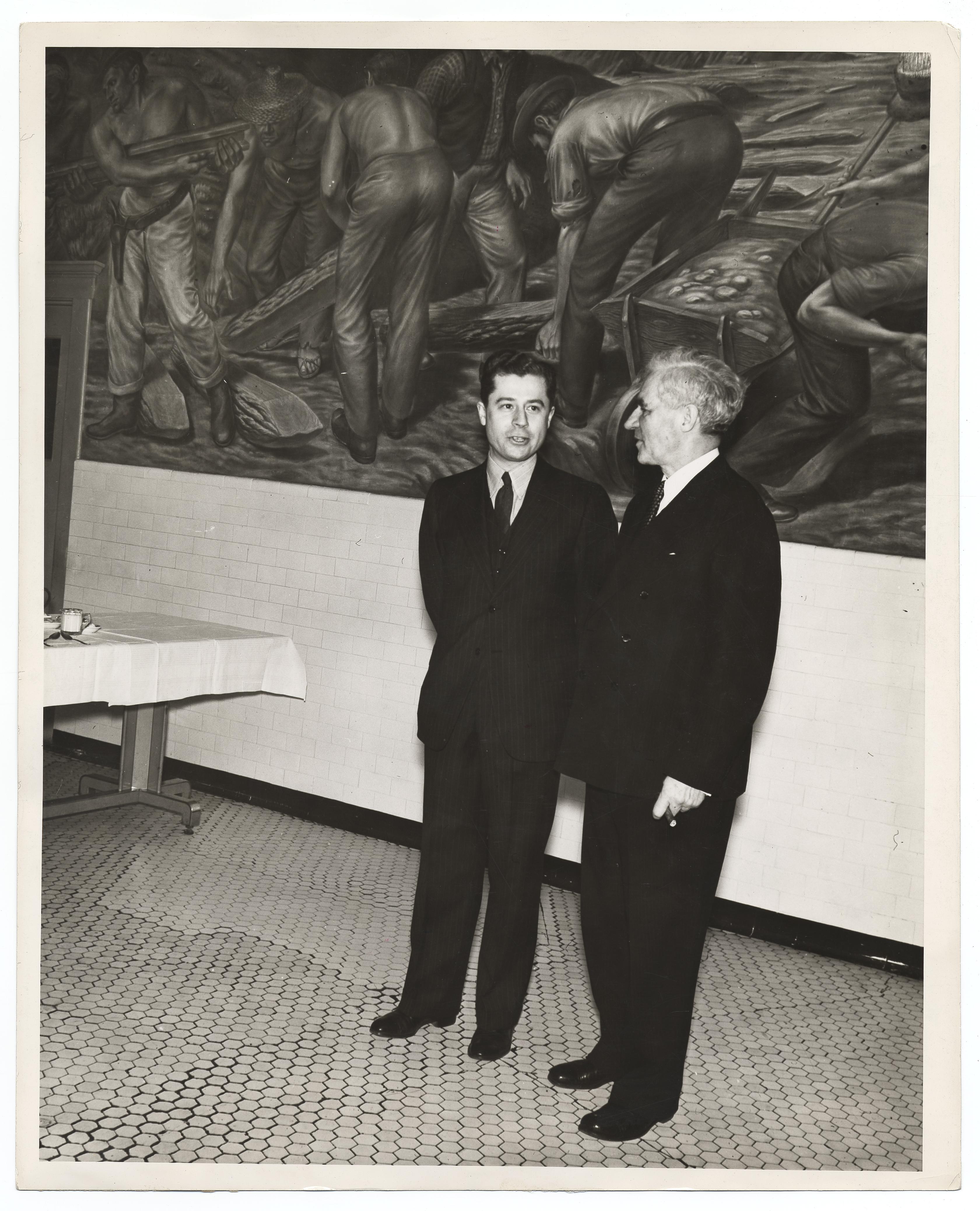
Edward Laning, 1938. Archives of American Art

Edward Laning ist bekannt für seine sozialrealistischen Darstellungen des städtischen Lebens und seine großformatigen Wandmalereien. Seine Werke spiegeln häufig seine Enttäuschung über die politische und soziale Unsicherheit im Amerika der Nachkriegszeit und seine Wahrnehmung des Verfalls amerikanischer Werte wider. In mehreren Gemälden verwendete er Feuer als Symbol für den drohenden Untergang der Gesellschaft.
Seine Werke sind in den Sammlungen bedeutender Museen wie dem Whitney Museum of American Art und dem Smithsonian American Art Museum vertreten.